# Варбанец, Наталия Васильевна
Ната́лия Васи́льевна Ва́рбанец (11 (24) октября 1916, Одесса — 17 февраля 1987, Ленинград) — советский книговед, медиевист. Сотрудница Государственной публичной библиотеки в 1938—1982 годах (с перерывами). Автор более тридцати научных работ, в том числе первой на русском языке монографии об Иоганне Гутенберге (1980). Известна профессиональными и личными отношениями с историками В. С. Люблинским и Л. Н. Гумилёвым. Общалась также с поэтессой Анной Ахматовой и пианисткой Марией Юдиной, о последней оставила мемуары.
Наталия Варбанец происходила из семейства инженера — хорвата по этнической принадлежности, по материнской линии относилась к семейству Россетов. Всю сознательную жизнь провела в Ленинграде. В 1930-е годы она окончила Высшие курсы иностранных языков, с 1934 года начала работать в разных ленинградских библиотеках. Благодаря знакомству и длительным личным отношениям с В. Люблинским в 1938 году была принята в штат Государственной публичной библиотеки. С отличием завершила среднее образование и была без экзаменов принята в Ленинградский государственный университет. В 1941 году поступила на курсы медсестёр; далее была призвана в ряды РККА (демобилизована в декабре 1942 года) и до 1945 года работала в госпитале как вольнонаёмная. Награждена медалями. В 1947—1949 годах тесно общалась с Л. Н. Гумилёвым (до его ареста). В 1954—1956 годах они возобновили переписку, сохранилось более пятидесяти посланий. В период пребывания Льва Гумилёва в местах заключения Варбанец поддерживала общение с его матерью Анной Ахматовой. По одной из версий, Ахматова, полагая Варбанец осведомительницей компетентных органов, настроила против неё Гумилёва, что привело к тяжёлому разрыву. Приёмной дочерью и наследницей архива Н. Варбанец была театральная художница М. Козырева — крестница Льва Гумилёва; в её архиве сохранилось много документов тех лет, а также несколько акварелей в примитивистском стиле, отражающих настроения и чувства Н. Варбанец в начале 1950-х годов.
После возвращения в штат Публичной библиотеки Н. Варбанец в основном работала в отделе редких книг, предметом её профессиональной деятельности стали инкунабулы. В 1952 году заочно окончила Библиотечный институт им. Н. К. Крупской, в 1972 году там же защитила диссертацию на соискание степени кандидата филологических наук. На основе диссертации в 1980 году была опубликована монография «Йоханн Гутенберг и начало книгопечатания в Европе», получившая положительные отзывы профессиональных медиевистов. До конца жизни Н. Варбанец работала над составлением каталога первопечатных изданий античных текстов, начатым ещё совместно с В. Люблинским. Данный каталог был опубликован лишь в 2007 году.

## Биография

### Библиотекарь
Основными источниками по биографии Н. В. Варбанец являются её личное дело в Российской национальной библиотеке и воспоминания наследницы — М. Козыревой. Наталия Васильевна родилась в Одессе в семье инженера-хорвата Василия Ефимовича Варбанца (1886 — после 1940) и Ольги Павловны Руссет, относящейся к семейству Россетов. Родители развелись после революции, Наталию воспитывала мать, которая в 1923 году перебралась в Петроград. По воспоминаниям М. Козыревой, Н. Варбанец с ранних лет отличалась свободолюбивым характером, что проявлялось и в выборе жизненного пути. В 1931 году она окончила семь классов 17-й средней школы, откуда перешла на последний цикл обучения Высших государственных курсов иностранных языков, но не сдавала госэкзаменов. Практически вся её профессиональная жизнь была связана с книгами: в июне — ноябре 1934 года Наталия была библиотекарем Центрального парка культуры и отдыха (где и встретилась с В. Люблинским); в 1935—1936 годах служила библиотекарем в Доме инженерно-технических работников им. Молотова; в марте 1936 — ноябре 1937 года — в библиотеке ЛИФЛИ.
Благодаря знакомству с В. Люблинским в 1937 году Н. Варбанец была принята по договору в рукописный отдел Государственной публичной библиотеки (ГПБ), в декабре 1938 года переведена в штат. В личном листке по учёту кадров указывала знание французского («довольно хорошее»), немецкого и латинского языков. В 1939—1941 годах обучалась в средней школе для взрослых № 21 и на первом курсе филологического факультета ЛГУ, куда была принята без экзаменов. После начала Великой Отечественной войны была призвана в РККА, служила медсестрой в ленинградском госпитале № 1448, пережила блокаду. Демобилизована 31 декабря 1942 года, как вольнонаёмная работала в том же госпитале до 10 января 1945 года. Награждена медалями «За оборону Ленинграда» и «За доблестный труд в Великой Отечественной войне 1941—1945». Вернувшись на работу в ГПБ, участвовала в разборе возвращённых из эвакуации библиотечных фондов. Далее была зачислена в штат отдела редких книг ГПБ, вновь созданного в 1946 году, где занялась подготовкой каталога инкунабул; первый его выпуск был составлен в 1948 году в соавторстве с В. Люблинским. Отдел располагался в «Кабинете Фауста», через зал от него размещались фонды библиотеки Вольтера. В отделе служила и Г. В. Никольская, знакомая с Варбанец ранее по библиотеке Дома инженерно-технических работников. В 1947—1950 годах Наталия Варбанец была профоргом отдела редких книг, в 1949 году из-за ареста сотрудника отдела Л. С. Гордона (его дочь Марьяна поселилась у Наталии Васильевны) и вынужденного увольнения В. С. Люблинского на три года была переведена в отдел каталогизации. В доносе на неё упоминалось, что отец Варбанец был выслан в 1935 году из Ленинграда.

### Учёный-библиограф
В 1948—1952 годах Наталия Варбанец заочно обучалась в Библиотечном институте им. Н. К. Крупской, окончив его по специальности «библиограф». Разработала метод построения каталога инкунабул и способов их описания, подготовила первую в СССР «Инструкцию по каталогизации инкунабулов». Участвовала в подготовке каталога библиотеки Вольтера, опубликованного в 1961 году. В 1961 году Н. В. Варбанец вместе с другими коллегами входила в авторский коллектив первого путеводителя по фондам отдела редкой книги ГПБ. Путеводитель, отпечатанный на ротапринте тиражом 100 экземпляров, мгновенно сделался библиографической редкостью. Карьера Н. В. Варбанец шла своим чередом: в 1953 году она стала библиографом отдела редких книг («в связи с появлением вакансии»), в 1965 году — младшим научным сотрудником, в 1975 году — главным библиотекарем, в 1977-м — старшим научным сотрудником. В 1969 году отдел редких книг был ликвидирован и объединён с отделом рукописей, что ухудшило положение Н. В. Варбанец, которая готовила библиографические и археографические справки, проводила консультации, экскурсии и занятия со студентами. Значительная часть времени уходила на документальную проверку фондов, сверку и редакцию карточных каталогов. 18 февраля 1971 года Н. Варбанец провела в кабинете инкунабул ГПБ выездное заседание секции библиофилов ленинградского общества коллекционеров на тему «На заре книгопечатания».
В 1972 году в Ленинградском институте культуры Н. В. Варбанец защитила диссертацию на соискание степени кандидата филологических наук «Йоханн Гутенберг и начало книгопечатания в Европе», изданную в монографическом виде в 1980 году. Эта монография сделала Наталию Васильевну признанным специалистом в области истории первопечатных книг. В 1970-е годы продолжала начатую с В. Люблинским работу по составлению каталога античных авторов в изданиях XV века, данная тема была включена в план её работы. В дальнейшем в штате библиотеки было много конфликтов, об участии в которых Н. Варбанец с неодобрением писала М. Козырева. Отчасти они провоцировались нежеланием Н. Варбанец передать в распоряжение библиотеки рукопись подготовленного ею каталога инкунабул. В феврале 1982 года Наталия Васильевна Варбанец была уволена из ГПБ «в связи с сокращением численности работников». Приказом министра обороны СССР от 6 апреля 1985 года как защитник Ленинграда во время блокады Н. В. Варбанец была награждена орденом Отечественной войны II степени. Скончалась в 1987 году (17-го или, по другим данным, 18 февраля) в семидесятилетнем возрасте.
Некролог Н. В. Варбанец был опубликован английским славистом Джоном Симмонсом, ранее воздавшим должное заслугам В. С. и А. Д. Люблинских. Некрологи Симмонса выходили в серии «Памятки», каждый из восьми опубликованных выпусков включал библиографию усопшего учёного и его портрет; они выражали личную признательность автора.

## Научно-исследовательский вклад

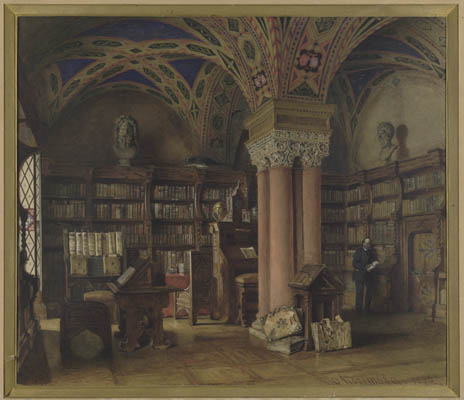
«Кабинет Фауста» — основное место работы Н. В. Варбанец в Публичной библиотеке. Картина О. Кочетовой, 1880

### Библиографическая работа

#### Проблема преемственности рукописных и ранних печатных книг
В Публичной библиотеке основной работой Н. В. Варбанец была обработка первопечатных книг, включавшая их изучение, проверку состояния и наличия экземпляров особого хранения, сверку алфавитного каталога. Став специалистом, Н. Варбанец начала изучать изобретение книгопечатания в Европе в широком историко-культурном контексте. Её также интересовали вопросы дизайна первых типографских шрифтов, их эволюции из рукописных почерков, а также особенности оформления первых печатных книг: инициалы, заголовки, знаки рубрик, иллюстрации. Огромное значение этих вопросов она обосновала в многочисленных теоретических и методических публикациях 1960—1970-х годов. Наталия Варбанец на собственном опыте работы с фондами инкунабул убедилась в прямой преемственности рукописной и ранней печатной традиций, что выражалось в анонимности изданий (были печатники, которые принципиально сохраняли анонимность, не указывали имён в колофонах, а их личность удалось раскрыть лишь благодаря архивным находкам позднейшего времени) и колоссальном многообразии шрифтов, зачастую определявшихся почерком манускрипта, с которого вёлся типографский набор. Шрифты ранних типографов были индивидуальны, ибо служили дополнительным отличительным знаком мастерства: на собственный шрифт мастер стремился сохранить монополию. Это была дополнительная возможность атрибуции изданий, лишённых выходных данных. На этом принципе строилась систематизация шрифтов XV века по типографиям, что позволило специалистам-инкунабуловедам иногда атрибутировать даже фрагменты уцелевших изданий. В социокультурном смысле шрифт составлял главный капитал печатника и самую трудоёмкую и дорогостоящую часть технического оборудования. Таким образом, печатники долго пользовались одним и тем же шрифтом, а к концу века торговля шрифтами и совместное использование несколькими типографиями шрифтов одного мастера стали распространённым явлением. Однако из-за зависимости принципа изменения шрифта при переходе к другому владельцу (пусть и в незначительных деталях) появились возможности открытий, в частности, в области репертуара актуальных для своего времени текстов.

#### Инкунабуловедение
Существенной частью научного наследия Н. В. Варбанец была практическая работа с инкунабулами, которая предполагала выработку метода обращения с первопечатными книгами. Именно Государственная публичная библиотека являлась едва ли не единственным в СССР того времени учреждением, которое было в состоянии выпустить ряд каталогов и методических указаний. Они печатались в изданиях ГПБ в период 1968—1979 годов, а первый «Инвентарь инкунабулов», предназначенный только для узкого круга специалистов, увидел свет ещё в 1939 году (также в ГПБ). Именно Наталия Васильевна стояла у истоков разработки методических рекомендаций для работы с инкунабулами для начинающих книговедов, которые сочетали практические указания с разработкой теоретических вопросов, в частности, книговедческого анализа, признаков редкого издания и т. д. В сборнике 1968 года Н. В. Варбанец опубликовала специальную статью о принципах и организационной структуре хранения инкунабул, принципов их научного описания («обработки»). Главной особенностью фондов редких изданий являлось их отделение от общебиблиотечных хранилищ, поскольку научная и материальная ценность редких изданий не исчерпывалась собственно текстом, а определялась всей совокупностью особенностей каждого данного издания или группы изданий. Это предполагало подчинение всех процессов работы с инкунабулами принципу хранения и индивидуальный подход к каждому изданию, ограничение доступа к изданию, предпочтение консервативных методов работы. Н. В. Варбанец разработала и специальную инструкцию по хранению фондов редких книг, которая признавалась специалистами одной из первых не только в СССР, но и в мире. В этой инструкции указано, что если библиотечные правила в первую очередь относятся к тексту и библиографическим данным, то работа с редкими изданиями предполагает внимание и к внетекстовым элементам книги, включая обложку и переплёт, иллюстрации, надписи, вклейки и т. д. Ценность редких изданий не зависит от непосредственной актуальности содержания, научного аппарата, полноты и сохранности экземпляра и др.
Н. В. Варбанец разработала особую инструкцию по выявлению элементов ценности редких изданий и экземпляров. Ценность редких изданий обусловлена их значением исторического первоисточника и памятника материальной и духовной культуры. Ценность конкретного экземпляра может определяться исторической ценностью конкретного издания или даже единичного экземпляра. В последнем случае индивидуальные особенности экземпляра приобретались либо при его выпуске, либо в процессе обращения. Особое источниковедческое значение имеют издания из состава исторически сложившихся библиотек, из чего следует особая важность сохранения закреплённого традицией состава библиотеки. Если по каким-либо причинам библиотека разрознивается, то её историческое значение чаще всего невосстановимо. В инструкции Н. В. Варбанец высказанные положения иллюстрируются на примере 36-строчной Библии Гутенберга: значительная часть фрагментов этого издания находится в переплётах книг, вышедших в городах, близких к Бамбергу. Целые экземпляры этого издания сразу по выходе принадлежали бамбергским владельцам; это означает, что и Библия печаталась не в Майнце, как это ранее считалось, а в Бамберге. Иными словами, вопросы хранения, определение ценности редких экземпляров и результаты их книговедческого анализа в принципе неотделимы друг от друга.
В инструкции Н. В. Варбанец «Введение в работу с инкунабулами» были определены цели и задачи инкунабуловедения как отдельной дисциплины. По мысли исследовательницы, данная дисциплина занимается восстановлением конкретной картины книгопечатания XV века. Решение этой задачи невозможно без создания универсальной методики книговедческого анализа, применимого ко всем изданиям, выпущенным до 1500 года, который позволит разрешать частно-источниковедческие проблемы.

#### Редкие издания основоположников марксизма-ленинизма
В случае, когда разработки Н. В. Варбанец выходили за границы её основных исследовательских интересов, они могли подвергаться резкой критике. Так, в статье 1972 года «К вопросу об изучении редких изданий основоположников марксизма-ленинизма» рецензентом были обнаружены «фантастические сведения» о цензурных преследованиях первого издания «Развития капитализма в России» В. И. Ленина. Использованный Н. Варбанец метод — сочетание книговедческого подхода с изучением документов и мемуаров — был признан плодотворным в статье С. С. Левиной и Л. Н. Петровой. Однако собственно выводы Наталии Васильевны были признаны несостоятельными именно из-за того, что если книговедческое исследование противоречит документальным данным, то «решающее слово остаётся за документом». В своём исследовании Н. В. Варбанец пришла к выводу, что из первого издания книги В. И. Ленина «Развитие капитализма в России» (1899) цензура изъяла Postscriptum (дополнение) к предисловию. Вывод был основан на сопоставлении двух вариантов этого издания. Исследовательница предположила, что сначала был напечатан более полный вариант, из которого по требованию цензуры было изъято дополнение. Однако из переписки В. И. Ленина с родными известно, что в марте 1899 года в цензуру был представлен экземпляр без дополнения. Подтверждением этого служит и анонс издания в газете «Русские ведомости», в котором указан вариант с дополнением, внесённым А. И. Ульяновой по просьбе брата.

Таким образом, выводы, полученные книговедческим методом, противоречат документальным данным. Это произошло потому, что книговедческое исследование было сведено к наблюдениям над сшивкой тетрадей, а из ограниченных фактов были сделаны далеко идущие выводы. Не были приняты во внимание все обстоятельства печатания книги, а ведь здесь, как мы видели, имеет существенное значение даже такая деталь, как сроки доставки почты из Шушенского в Подольск. В статье не поставлен вопрос, какой из двух вариантов издания получил большее распространение. <…> Неудачное применение книговедческого метода, конечно, не опорочивает самый метод, а только доказывает, что его нельзя сводить к отдельным отрывочным наблюдениям.

### Каталоги

#### Библиотека Вольтера

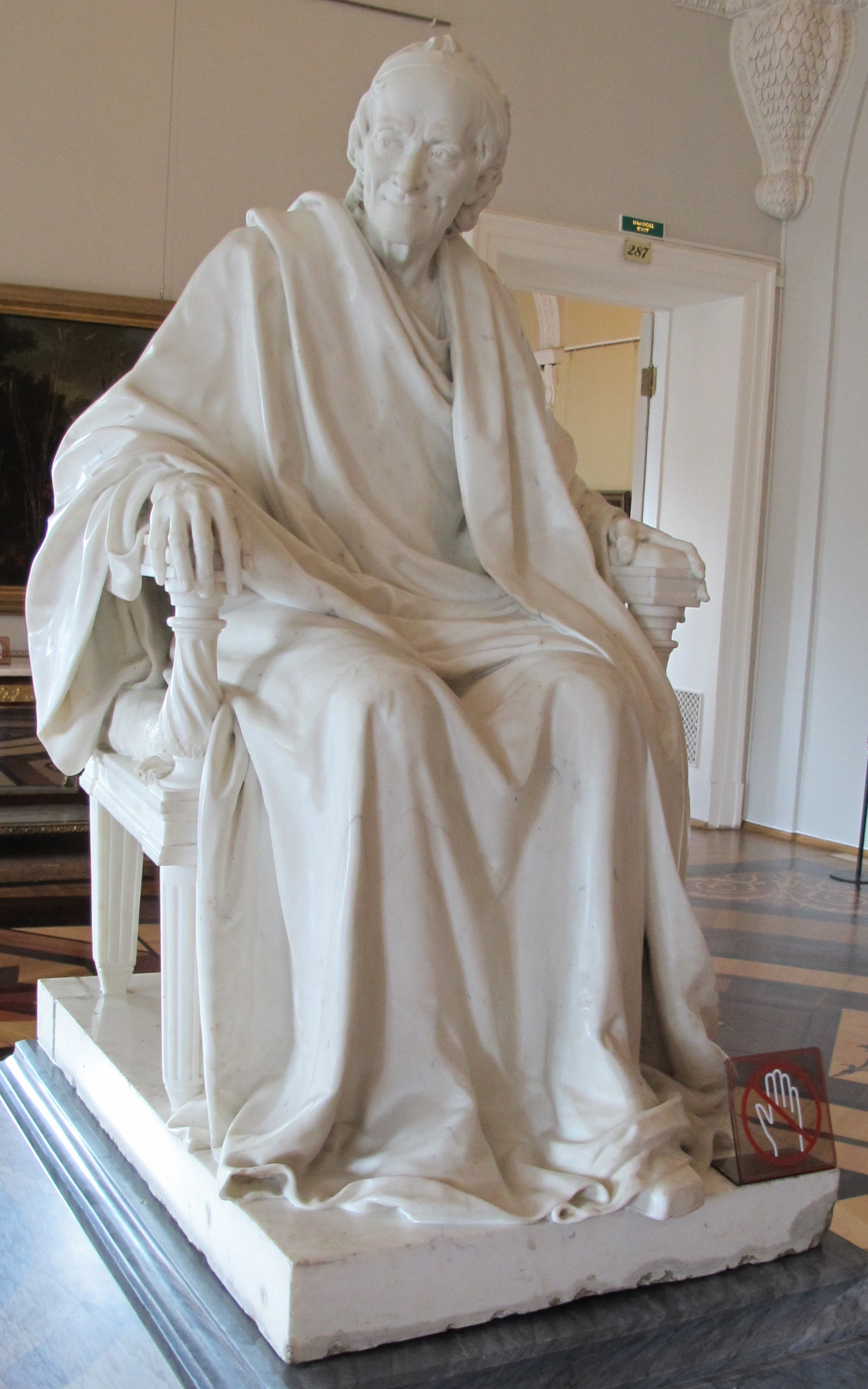
Жан-Антуан Гудон. Сидящий Вольтер. Мрамор, 1781. Государственный Эрмитаж. Бронзовая копия этой скульптуры помещена в хранилище библиотеки Вольтера в РНБ

Ещё в XIX веке в связи с переводом в Публичную библиотеку фондов личной библиотеки Вольтера был оценён её источниковедческий потенциал. Э. Л. Радлов заложил основы исследования творчества философа через его читательские пометы на книгах. В 1930 году в порядке личной инициативы фондом Вольтеровской библиотеки стал заниматься В. С. Люблинский, что в 1931 году было оформлено официально. Именно в 1930-е годы встал вопрос о систематическом описании фондов библиотеки Вольтера и создания её каталога, принципы которого были предложены М. Л. Лозинским, ставшим на краткое время хранителем библиотеки; В. Люблинский от этой работы был отстранён. Поскольку издание каталога было поставлено в план работы ГПБ, из-за его невыполнения в 1937 году В. С. Люблинский был привлечён к работе над вольтеровскими маргиналиями по договору, однако в его служебные обязанности не входило составление каталога. В. С. Люблинский вновь был включён в состав рабочей группы по каталогу только в 1944 году, в связи с празднованием 250-летнего юбилея Вольтера; на вечере его памяти в Доме писателей (22 ноября) Владимир Сергеевич рассказывал о содержании библиотеки.
После возвращения фондов ГПБ из эвакуации, в 1945 году, стало возможно сопоставление описаний каталога с самими изданиями; для этой работы был привлечён Л. С. Гордон, с 1946 года зачисленный в штат библиотеки. После создания в 1946 году отдела редкой книги под руководством В. С. Люблинского библиотека Вольтера вошла в состав его фондов. В этом году были разработаны принципы издания маргиналий Вольтера; данным исследованием лично занимались Л. С. Гордон и В. С. Люблинский: они создавали методику составления и организации материала будущих тематических выпусков. Наконец, первоначальная рукопись каталога библиотеки Вольтера объёмом 80 п. л. была окончательно отредактирована в 1947 году. Публикация сорвалась по ряду причин: во-первых, качественное исполнение сложнейшего издания технически было возможно осуществить в Германии или Эстонии, во-вторых, в 1949 году был арестован Л. С. Гордон, а В. С. Люблинский принуждён уволиться из ГПБ «по состоянию здоровья» и более не занимал в библиотеке руководящих постов, хотя и работал позднее по договорам. Лишь в 1960 году издательство Академии наук приняло решение опубликовать каталог библиотеки Вольтера, главным редактором издания был назначен В. С. Люблинский. К тому времени основную часть работы по пересмотру принципов построения каталога выполнила Н. В. Варбанец, она же написала предисловие к публикации. Редактурой занималась Т. Н. Копреева, тогда — заведующая отделом редкой книги, чьей подчинённой была Н. Варбанец. В переписке В. Люблинского упоминается конфликт Н. В. Варбанец с руководством из-за отвергнутых ею правок в корректуре каталога, что грозило ей крупным штрафом. Доработанный каталог вышел в свет в 1961 году.
В опубликованной рецензии на издание работа Н. В. Варбанец и её вступительная статья были упомянуты отдельно и заслужили высокую оценку. В то же время С. Я. Карп отметил, что Н. В. Варбанец, атрибутируя книги из библиотеки Вольтера в фондах ГПБ, существенно занизила их число. Это выяснилось после обнаружения списка друга Вольтера А. Рие, от которого в фонд библиотеки поступило немало английских книг.
После сдачи в печать каталога библиотеки Вольтера возобновилась работа по подготовке к изданию свода его читательских помет. Она велась сотрудниками отдела редкой книги Т. Н. Копреевой, Н. В. Варбанец и Л. Л. Альбиной при постоянных консультациях с B. C. Люблинским, А. Д. Люблинской, Л. С. Гордоном. Т. Копреева в 1967 году обратилась к коллегам из ГДР для обеспечения полиграфической базы издания. Совместные усилия привели в 1969 году к подписанию договора между Публичной библиотекой и издательством «Akademie-Verlag» в Берлине на многотомное издание «Корпуса читательских помет Вольтера». Однако после смены руководства отделом (заведующей стала Т. П. Воронова) Наталия Васильевна в издании не участвовала. Первый его том вышел в 1979 году, и до 1994 года вышло ещё четыре.

#### «Античные авторы в изданиях XV века»
Одновременно с работой над каталогом библиотеки Вольтера и сводом его маргиналий В. С. Люблинский планировал составить полный каталог инкунабул Публичной библиотеки. Владимир Сергеевич планировал сгруппировать его по восьми категориям, каждой из которых соответствовал отдельный выпуск. Первый должен был включать античных авторов — греческих и латинских до VI века, однако труды богословов должны были войти в седьмой выпуск. К составлению чернового варианта первого выпуска Люблинский привлёк и Н. В. Варбанец. После перерыва на войну и расширения аннотаций по замечаниям И. М. Тронского и М. А. Гуковского в 1948 году книга была включена в издательский план ГПБ. Издание не осуществилось в точности по тем же причинам, по которым сорвалась публикация каталога библиотеки Вольтера. После увольнения В. Люблинского два переплетённых экземпляра 442-страничной машинописи остались в подсобном фонде отдела редкой книги. Они предваряются описанием задач и особенностей принципов составления каталога и историко-книговедческим очерком, подписанными и В. Люблинским, и Н. Варбанец.
По инициативе обоих соавторов в 1965 году вновь был поставлен вопрос об издании каталога инкунабул ГПБ. Было принято решение переработать рукопись с учётом новых данных. Эта работа была поставлена в научный план Н. В. Варбанец; одну из рукописей расшили и передали в её распоряжение. Принципы пересмотра и дополнения каталога стали основой ряда публикаций Н. Варбанец и были отражены в новом предисловии. После ликвидации отдела редкой книги Наталия Васильевна смогла завершить работу по пересмотру каталога лишь к концу 1973 года. Эта работа сопровождалась тяжёлыми конфликтами, ибо новое руководство потребовало вернуть машинопись, а после отказа в 1971 году Н. В. Варбанец был объявлен выговор. Тем не менее работа была доведена до конца. В версии 1973 года каталог включал 482 описания и по объёму в два раза превышал предыдущий вариант. Вводная статья покойного В. С. Люблинского из варианта 1948 года была сохранена, а Н. В. Варбанец написала «Общее введение».
В июле 1974 года состоялось общее обсуждение на научно-методическом совете отдела рукописей и редких книг. Мнения разделились: сотрудники библиотеки выступили против Н. В. Варбанец, которой вменили в вину, что за всё прошедшее время была описана лишь десятая часть инкунабул ГПБ; также высказывались мнения, что отбор был произведён по принципам 1930-х годов и каталог требует большой доработки. Единогласно раскритикованным оказалось и «Общее введение» Н. В. Варбанец, «написанное усложнённо и местами сбивчиво». Напротив, все внешние рецензенты — М. П. Алексеев, А. Х. Горфункель и Л. И. Киселёва — высоко оценили проделанную работу. Академик М. П. Алексеев оценил работу Варбанец как «тщательную» и особо оценил новизну подхода к описанию инкунабул, благодаря которому каталог представляет собой ценный источник для изучения античной филологии и культуры Ренессанса. Кодиколог и археограф Л. Киселёва также подчёркивала тщательность анализа состава, предисловий, послесловий, посвящений, колофонов инкунабул фонда ГПБ, что позволило Н. Варбанец заново представить круг бытовавших в XV веке античных текстов. Особо был выделен «Общий указатель», в который Н. Варбанец поместила имена людей, так или иначе связанных с изданиями XV века, и делался вывод: «Каталог сделан на высоком профессиональном уровне». Чрезвычайно подробный отзыв был дан А. Х. Горфункелем, который был специалистом именно в области первопечатных изданий. Он также отмечал новаторство подхода и чрезвычайно высокий научный и книговедческий уровень труда. Выделялся и вклад Н. В. Варбанец, которой удалось проследить судьбу отдельных изданий, уточнить распределение некоторых изданий по томам, сделать ряд шрифтологических наблюдений и даже дать новые датировки. Каждое описание именовалось «насыщенным информационным этюдом». В результате на повторном обсуждении в октябре 1974 года все замечания были сняты, а редактором издания был назначен Я. М. Боровский.
Дальнейшая судьба издания, по словам Н. Николаева и И. Зверевой, повторяла ситуацию конца 1940-х годов. Каталог было решено издавать в ГДР, он был включён в план издательства «Книга» на 1976 год, но до 1983 года работа не двигалась. В 1983 году издательство решило бесприбыльный каталог включить в качестве приложения к факсимильному изданию какой-либо инкунабулы, которые тогда вошли в моду и хорошо продавались. В 1978 году успешно разошёлся тираж факсимильного издания Киевской Псалтири, а в Лейпциге был издан «Часовник» Людовика Орлеанского из собрания ГПБ. Издательство обратилось к А. Х. Горфункелю с просьбой порекомендовать подходящее первопечатное издание, и он предложил несколько вариантов. Тот же вопрос был задан и Н. В. Варбанец, к тому времени уволенной из ГПБ, но при этом много лет тесно сотрудничавшей с издательством «Книга». Переписка редакции с Наталией Васильевной шла в течение февраля — апреля 1983 года; Варбанец занимала непримиримую позицию к возможным посягательствам на её авторское право. Вероятно, она опасалась, что её отстранят от издания как не состоящую на службе в библиотеке, что следует из её неофициальной переписки. Руководство ГПБ летом 1983 года согласилось издавать «Каталог» как приложение к факсимиле кёльнского издания «Комедий» Теренция. Издательство заказало Н. Варбанец книговедческую статью к комбинированному изданию, которая была готова к концу 1984 года: «Кёльнское издание комедий Теренция начала 1470-х годов в печатной теренцианской традиции XV столетия». Рецензентами каталога стали А. Х. Горфункель и И. В. Поздеева.
В силу ряда обстоятельств книга не вышла в свет и в 1980-е годы. Наталия Васильевна не оставила в издательстве последнего варианта рукописи. Лишь в 2004 году М. Л. Козырева передала в РНБ архив своего отца, а полная рукопись каталога (с библиотечным шифром и подписями директора ГПБ и издательства и самой составительницы Н. Варбанец) обнаружилась в собрании Кирилла Алексеевича Козырева. В том же году Российская национальная библиотека воссоздала отдел редкой книги как отдельное структурное подразделение. Наконец, в 2007 году «Античные авторы в изданиях XV века» вышли в свет.

#### Каталогизация славянских инкунабул
В начале 1960-х годов Н. В. Варбанец привлекалась к работе по каталогизации славянских инкунабул, этой проблематике была посвящена как минимум одна её публикация (в соавторстве с В. И. Лукьяненко). В своём выступлении на IV Международном съезде славистов в 1962 году Наталия Васильевна докладывала о соображениях по составлению сводного каталога славянских инкунабул, в основу которого следовало положить принцип репертуара шрифтов и текстовых украшений. Это было особенно важно в условиях, когда в рамках международного проекта не всегда было возможно осуществлять непосредственное сличение изданий. Особо Н. Варбанец ставила вопрос о том, что именно следует считать «славянским изданием». Существовавшие на тот момент каталоги использовали языковой принцип (были хорошо описаны издания на чешском языке) либо принцип письменности — кириллица и глаголица отдельно. Проблема заключалась в том, что на территории славянских стран печатались книги на разных языках и разными шрифтами, особенно латинскими; кроме того, книги на славянских языках печатались в разных западноевропейских странах для славянских потребителей. Так, первопечатник Шеффер в Майнце печатал богослужебные книги для Кракова и Бреслау. Сложности для будущего каталога представляли произведения, написанные славянскими авторами на интернациональном для средневековья латинском языке, а также периферийные издания на румынском и молдавском языках, набранные кириллицей. В 1979 году на сербском языке в Цетине вышло описание черногорских кириллических инкунабул 1490-х годов, выполненное в соавторстве с В. И. Лукьяненко.

### «Иоганн Гутенберг и началo книгoпечатания в Еврoпе»
Крупнейший исследовательский проект Н. В. Варбанец, посвящённый Иоганну Гутенбергу, начинался под руководством В. С. Люблинского, который, несмотря на заболевание, успел прочитать черновой вариант диссертации и дал последние советы. По мнению С. Белякова, опубликованная в 1980 году монография Варбанец в известной степени служила «зеркалом души» Наталии Васильевны. Почти половина первой главы была посвящена средневековым ересям, а в финальной главе высказывалось предположение, что Гутенберг был неортодоксальным христианским просветителем, «монашествующим в миру». В этом, по-видимому, проявилось сильное воздействие В. Люблинского, в 1920-е годы состоявшего в религиозно-философском обществе медиевистов, в котором изучали и развивали мировоззрение средневековых катаров, а также практиковали различные способы «гармонизации личности». Е. Немировский, высоко оценивая труд Наталии Васильевны, сетовал, что книга лишена ссылочного аппарата (на то же указывала уже в XXI веке Т. Долгодрова). Это компенсировалось свободой исследователя от схем и стереотипов западного гутенберговедения; монография Н. Варбанец представляла по-настоящему независимый «взгляд со стороны». В то же время Н. Варбанец не была свободна от слишком прямолинейных предположений или модернизации: переносила на XV век современные представления об авторских правах и патентном праве. В рецензии И. Е. Баренбаума на статью Н. В. Варбанец о состоянии гутенберговского вопроса утверждается, что Наталия Васильевна в основу своей методологии положила идею Маркса, что книгопечатание было ремесленным изобретением, которое обусловило качественный сдвиг в истории мировой культуры
Рецензию на книгу о Гутенберге опубликовал писатель Юрий Медведев, исходя из взглядов и интересов обычного интеллигентного читателя и сотрудника библиотеки. Он обратил внимание, что Н. Варбанец не стала пересказывать общеизвестных сведений о Гутенберге, оправдывая подзаголовок «Опыт нового прочтения материала». Далее анализируется вопрос, почему печатную книгу породила средневековая эпоха, ассоциируемая с варварством и безграмотностью, а, например, не Римская империя, и не Италия с её городами-республиками. Напротив, эпохальное изобретение было совершено в раздробленной княжествами Германии (в дальнейшем этот тезис критиковал Е. Немировский). Рецензент отметил, что Н. В. Варбанец во всей сложнейшей совокупности политических и социокультурных причин ни одну из них не посчитала второстепенной, особо выделяя два магистральных направления письменной культуры XV века: «университетски-цензурную» и «сектантско-еретическую», которые имели как минимум двухвековой опыт развития, включая даже инфраструктуру — скриптории разных уровней и типов и международную торговлю книгами и писчим материалом. Печатной продукции предшествовал и длительный процесс выработки и типизации начертания шрифтов, а также переход на бумагу. Н. Варбанец сравнивала труд писцов с деятельностью средневековых ювелиров: характер труда обеих профессий был одновременно и искусством, и ремеслом. Оформление рукописных изданий XV века подготавливало облик макета печатных книг, тем более что труд переписчика текста к тому времени отделился от работы художника-оформителя или миниатюриста. Ю. Медведев считал важнейшим выводом Н. Варбанец то, что техническая сторона книгопечатания коренилась «во внекнижных сферах средневековой культуры». В частности, ксилография практически повторяла процесс переписки и была крайне неэкономичной. Изобрести собственно печатный процесс, сердцевиной которого было разложение текста на стандартные элементы — литеры, мог только ювелир, грамотный, культурный человек, знающий свойства металлов и сплавов, владеющий техникой тонкой работы по металлу.
Ю. Медведев отдельно останавливался на рассуждениях Н. Варбанец относительно характера деятельности И. Гутенберга. Основываясь на немногих документах эпохи (в том числе поручении французских властей Н. Жансону узнать секреты технологии в Майнце у её изобретателя) и на шрифтологическом анализе 42-строчной Библии, Н. Варбанец заявила, что Гутенберг был вовлечён в идеологическую борьбу своего времени. Его задачей было заинтересовать современников возможностью тиражирования наиболее насущных текстов, а необходимость производить тексты во многих экземплярах по определению делала его не книжником, а просветителем. Гутенберг мог принадлежать к тайным гуситам, которые готовили широкие массы к чтению Священного писания, а его деятельность была приемлемой для всех духовных структур, которые считали переписывание книг служением человеческому спасению. Это объясняет и разорение Гутенберга, который всё своё и заёмное состояние вложил в бесприбыльное дело. Н. Варбанец объявила Гутенберга борцом против монополии церкви на духовное знание, который достиг своей цели, и это было осознано современниками.
В рецензии С. Б. Люблинского подчёркивался факт того, что монография Н. Варбанец была завершением большого исследования, а также его обусловленность советами и работами В. С. Люблинского. Из девяти глав книги особо выделялась первая, посвящённая общей характеристике духовной жизни Средневековья и обоснованию социокультурной необходимости изобретения книгопечатания. Для атрибуции гутенберговских изданий исследователю приходилось обращаться к особенностям шрифтов, поскольку Гутенберг почти не помещал в продукцию своей типографии колофоны. Н. Варбанец обосновала новую дату изобретения наборного шрифта и выделила новую группу изданий Гутенберга. Из этого логически вытекала проблема анонимности изданий Гутенберга, этим проблемам посвящены пятая и шестая главы. Рецензент особо отмечал эстетическое совершенство публикации, для которой издательство «Книга» задействовало все свои возможности. Новаторство историографического подхода Н. Варбанец отмечается и в публикациях XXI века.

## Частная жизнь. Круг общения

### Личность и повседневность
Мать Наталии Варбанец окончила Полтавский институт благородных девиц и привила дочери высокую культуру, умение играть на фортепиано, писать акварелью, со вкусом одеваться при крайне ограниченных средствах. Наталия Васильевна в конце войны познакомилась с М. В. Юдиной и поддерживала с ней дружеское общение в течение долгих лет. Судя по воспоминаниям М. Козыревой, в 1930-е годы Наталия вращалась в богемных кругах, в которых искусство служило средством отвлечься от действительности. Судя по сохранившимся дневникам, в те же годы сформировались её взгляды на жизнь, свободную от брачных уз; она откровенно писала, что является «верным человеком, но всегда, в принципе, неверна как женщина». Внешне её сравнивали с Настасьей Филипповной, но всяческие метания и невротические надломы были Варбанец чужды. Она была религиозна, хотя и тяготела «к разным ересям»; одновременно принимала социалистическую идеологию, по словам М. Козыревой, «в голове её царил кавардак». В 1935 году её отец был выслан из Ленинграда и погиб в заключении в 1940-х годах. Это, по собственным воспоминаниям Н. Варбанец, было серьёзной психологической травмой, а также могло лишить её работы в ГПБ. В переписке 1960-х годов М. Юдина отмечала: при том, что Наталия Варбанец «„ужасно“ талантлива, ярка, оригинальна, всегда — жива, …общий её тон мрачный и какой-то непросветлённый».
С 1940-х годов Н. В. Варбанец обитала в коммунальной квартире № 3, в доме № 6 по Гангутской улице, где более десяти лет в одной комнате с ней жили и мать (вернувшаяся из эвакуации в 1946 году), и М. Козырева, ставшая приёмной дочерью и наследницей. В одном из писем 1966 года (в связи с кончиной Анны Ахматовой) Наталия Васильевна утверждала, что держалась в стороне от интеллигентской среды Ленинграда, «живя, как в монастыре, видя немногих, некоторых сильно поневоле и с большим отвращением». Сохранился недатированный документ 1970-х годов с ходатайством директора ГПБ Л. А. Шилова о предоставлении Варбанец отдельной жилплощади как ветерану войны. Получив однокомнатную квартиру на окраине, Наталия Васильевна передала её соседке, а в квартире на Гангутской улице ей стали принадлежать две комнаты из трёх.

### Владимир Люблинский. Замужество

Наталия Варбанец. В Отделе редкой книги. Бумага, акварель. 1950-е годы. Изображены: В. С. Люблинский, Н. В. Варбанец и другие сотрудники

В середине 1930-х годов произошло знакомство 22-летней Наталии Варбанец с уже маститым тогда 35-летним учёным В. С. Люблинским. Он привлёк студентку к своей работе; именно Владимир Сергеевич определил круг её научных занятий и устроил на работу в ГПБ. Его личный дневник военных лет сохранился у Наталии Васильевны и перешёл к наследникам. В. Люблинский был женат на историке-медиевисте А. Д. Люблинской, на которую, по мнению М. Козыревой, Варбанец была похожа внешне. Наталия Васильевна категорически отвергла идею Люблинского о разводе и замужестве с ним. Марьяна Козырева в воспоминаниях поместила драматический эпизод. После предложения Люблинского о разрыве с женой (это было во время блокады) Наталия Варбанец написала Александре Дмитриевне откровенное письмо и наглоталась снотворного. Однако в госпиталь доставили большую партию раненых, и Наталия Васильевна была мобилизована на работу; попытка отравления осталась без последствий. В переписке супругов Люблинских Наталия Васильевна упоминалась не единожды, но подробности сообщались редко. Например, выясняется, что рукописный почерк Варбанец имитировал римский курсив («частокол из букв, которые не терпят никакой округлости») и представлял сложность даже для профессионального палеографа А. Д. Люблинской.
Судя по личному листку по учёту кадров, в 1945 году Варбанец вышла замуж за одного из пациентов госпиталя, где она служила, — Владимира Васильевича Гродецкого, но брак продлился недолго. По сведениям, приводимым М. Козыревой, Гродецкий оказался двоежёнцем. В анкете 1949 года Варбанец указывала семейный статус «не замужем». Крайне недолго продлился в 1953—1954 годах и её незарегистрированный брак с коллегой по библиотеке Глебом Русецким.
В дальнейшем отношения Н. Варбанец с В. Люблинским также были неровными. В переписке Люблинского с М. Юдиной Наталия Варбанец и Александра Люблинская неизменно упоминаются вместе, им передаются общие приветы, но в 1959 году последовало временное охлаждение, которое повторилось в 1966 году. По определению М. Козыревой, «её роман с Люблинским так всегда и оставался в одном состоянии, не имея развития». В 1968 году ситуация разрешилась самым драматическим образом: А. Д. Люблинская была «выпущена» в длительную командировку во Францию, а В. С. Люблинский был поражён сердечным заболеванием. Поскольку Н. В. Варбанец не была родственницей, её не пускали в больницу; лишённый ухода, Владимир Сергеевич скончался 7 февраля 1968 года.

### Наталия Варбанец и Мария Юдина
Знакомство Н. В. Варбанец с М. В. Юдиной произошло при посредстве В. С. Люблинского, который многие годы материально поддерживал пианистку. В 1978 году при подготовке первого сборника памяти Марии Вениаминовны А. М. Кузнецовым были заказаны воспоминания некоторым её друзьям, в том числе и Н. В. Варбанец. Они были написаны («Opus 111»), но опубликованы намного позднее. В мемуарах Наталия Васильевна отмечала, что впервые увидела пианистку Юдину 3 февраля 1932 года, а последний концерт, на котором она присутствовала (12 марта 1968 года), посвящался памяти недавно усопшего В. С. Люблинского, о чём Мария Вениаминовна против правил объявила публике. Их первая личная встреча произошла в 1943 году, но не зимой, когда Юдина привозила В. Люблинскому посылку от жены, а летом, во время следующей поездки музыканта в Ленинград. Знакомство углубилось осенью 1948 года, когда во время московской командировки Н. Варбанец останавливалась у М. Юдиной и получила дружеское прозвище «Бима» — в честь «какой-то дорогой её сердцу кощёнки», под которым неизменно упоминалась в переписке и так же подписывалась. В переписке М. Юдиной с разными лицами Н. Варбанец также многократно упоминалась (в том числе как «чудесная особа»), сохранилось и несколько образцов их собственных эпистол. Особую роль в судьбе обеих женщин сыграл В. Люблинский; именно Н. Варбанец сообщила Марии Вениаминовне о его кончине. Через два дня та приехала в Ленинград, где «искала гармонии совместного горевания». О кончине М. В. Юдиной Варбанец случайно узнала в день её похорон: «…наша дружба была настолько вне всех прочих её жизненных связей, что никому, даже из тех, кто знал о ней, не пришло в голову меня известить».

### Наталия Варбанец, Анна Ахматова и Лев Гумилёв

#### До и после ареста

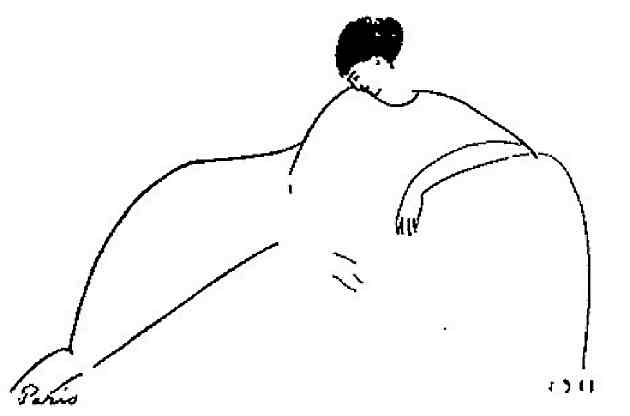
Графический портрет Анны Ахматовой работы А. Модильяни, 1911

В конце весны или начале лета 1947 года произошло знакомство Наталии Варбанец со Львом Гумилёвым, благодаря посредству коллеги Варбанец — Веры Гнучевой. Лев Николаевич на следующий же день сделал Наталии Васильевне предложение, но получил отказ. В дневнике она откровенно писала, что «со Львом не составляла вместе „мы“», хотя и вступила с ним в связь; они жили на два дома. Это не исключало общения с Люблинским, с которым в 1948 году Варбанец совершила поездку в Батуми. Гумилёв прозвал его «Птибурдуковым». Интимным прозвищем Наталии в общении со Львом было «Птица». Первоначально «орнитологическое» имя изобрела Марьяна Гордон, примерно за год до знакомства с Гумилёвым. Лев Гумилёв также использовал имя «Мумма», которое С. Беляков трактовал как отсылку к поэме «Атта Троль» Г. Гейне; в личной переписке Н. Варбанец задействовала оба прозвища. Впервые к Н. Варбанец Лев Гумилёв привёл свою мать Анну Ахматову на Пасху 1949 года; 9 ноября она сама пришла с сообщением об аресте сына и потребовала сжечь все рукописи стихов, которые имелись в доме.
После ареста Льва Гумилёва в 1949 году Варбанец не пыталась переписываться с ним в течение пяти лет, поддерживая при этом общение с его матерью Анной Ахматовой. По воспоминаниям М. Козыревой, в ГПБ шли аресты, опасность грозила и В. Люблинскому, вплоть до того, что Варбанец разработала специальную систему сигналов: проходя мимо окон Наталии или Владимира, можно было определить, что они ещё на свободе. При этом она приютила у себя в комнате «дочь врага народа» Марьяну Гордон, ставшую крёстной дочерью Гумилёва, из-за чего Наталии Васильевне пришлось давать объяснения в органах государственной безопасности.
Более или менее регулярное общение библиографа и поэта длилось до весны 1956 года. Наталия Васильевна Варбанец фиксировала свои встречи с А. А. Ахматовой в дневнике, записи в котором, по словам Т. Поздняковой, не могут сравниваться с «Записками» Л. Чуковской по глубине анализа. Записи её «торопливы», Наталия Варбанец не заботилась о стилистической выверенности, вероятно, «не рассчитывая на возможного читателя». Ахматова именуется фамильярно «Анной», «Аннушкой», что сочеталось с «робостью и восхищением» в описаниях. Анна Андреевна использовала прозвище «Птица»; Н. Варбанец отмечала, что разговоры, как правило, были «совсем даже не о существенном». В записи от 17 января 1950 года содержится мнение, что «Анна… боится, что я опишу её в мемуарах и ведёт себя en conséquence. Я такого намерения не имею…». Разговоров о Льве Гумилёве они принципиально избегали. 20 января 1950 года в дневнике зафиксирована беседа о разделённости в жизни поэтов семейного и мусического. А. А. Ахматова поделилась мыслью, что не в состоянии представить, как бы жил Пушкин, если бы не дуэль. Далее разговор переключился на дуэль Лермонтова и её причины. Завершалась запись сожалеющим: «Бедная моя Аннушка, как ей скучно со мной!».

#### Эпистолярный роман
После переезда А. Ахматовой на улицу Красной Конницы в 1953 году встречи её с Наталией продолжались. В записи Варбанец от 12 декабря 1953 года содержится утверждение, что общаться с Анной Андреевной «становится проще», она стала свободнее держаться с Наталией Васильевной. Сама она писала, что, вероятно, Ахматова убедилась, что «я вполне порядочна, то есть не сплетница, не вымогательница мелких подарков…». В тот раз проходило чтение новых переводов из Цюй Юаня и вёлся разговор об Э. Казакевиче. Далее зашёл Глеб Русецкий — тогдашний супруг Варбанец, и разговор переключился на рисунки А. Модильяни, изображавшие А. Ахматову. Встречи продолжились 30 декабря и 4 января следующего, 1954 года (при этом присутствовал Алёша Баталов). Судя по дневнику Н. Варбанец, с начала 1954 года она всё чаще вспоминала о Льве (он называется «Люль»). После расставания с Г. Русецким она несколько раз укоряла себя за «недостаточную любовь» ко Льву. Переписка с заключённым Гумилёвым началась поздней осенью 1954 года, когда Наталия по просьбе его сибирского друга озероведа В. Абросова разыскала в Ленинграде книгу Грумм-Гржимайло и отправила её в лагерь. Сама она обозначила это как «не тоску по нему, не любовь… может быть, жажду искупления». Имя Варбанец фигурировало в переписке Гумилёва и Ахматовой ранее; при этом Анна Андреевна считала Наталию Васильевну осведомительницей, приставленной к ней. Хотя никаких архивных свидетельств этим подозрениям не найдено, подобное предубеждение сильно осложняло отношения.
В ноябре 1954 года Анна Андреевна обратилась к сыну в лагерь, прося «написать вежливое письмо Наталье Васильевне», утверждая, что «она мало изменилась, всё такая же дева-роза»; в дальнейшем это именование сделалось постоянным. Неприязненного своего отношения Ахматова даже не пыталась скрывать. В результате в 1955 году Наталия Варбанец крайне редко виделась с Анной Ахматовой, отчасти из-за почти постоянного пребывания поэта в Москве; после улучшения материального положения та менее зависела от помощи Наталии Васильевны. В дневнике отмечено нарастающее отчуждение: «Анна Андреевна протягивала, здороваясь, руку отстраняющим жестом». Сохранилось всего три письма, адресованных Н. Варбанец Гумилёву. В одном из них говорилось:

Ещё несколько слов о нас с тобой. Я не знаю, что значит «любить, как надо», оленёнок. Устав любви нигде не написан, каждому надо разное, да и сам ты, напр<имер>, не знаешь, что именно тебе надо, ибо все твои римские и неримские <несколько слов зачёркнуто> совершенно противоречат твоему же характеру и вкусу. Поэтому я люблю тебя так, как любится, тем более что в настоящее время моё дело — забавлять тебя письмами и прочищать мозги. <…>

Я, м<ежду> пр<очим>, никак не пойму, <зачёркнуто> в чём, собственно, для тебя состоит неопределённость. <Зачёркнуто> Ведь сколько бы ты или я ни обещались друг другу заочно, определённей от этого ничего не станет, пока мы не увидимся, не окажемся рядом. Ну, пообещаю я тебе твои римские права, а ты приедешь, посмотришь на мою сивую голову или в дороге утратишься об какую-нибудь милую женщину… <Зачёркнуто> Что, невозможно? И даже другое возможно: <зачёркнуто> я — неудобная женщина, так как очень умею любить, но совершенно неспособна обожать.
По мнению С. Белякова, эпистолярный роман Гумилёва и Варбанец 1955—1956 годов натолкнулся на полную противоположность их жизненных установок: Лев Николаевич стремился к традиционным, даже «домостроевским», отношениям; Наталия Васильевна, очевидно, полностью замкнулась в привычной ей культурно-интеллектуальной среде и стремилась к «спокойному одиночеству». В переписке она могла себе позволить известные резкости (например, обозвать Льва «ишаком») и ставила на первое место эстетическое начало в их отношениях. В последний месяц заключения Лев Николаевич не писал Наталии.

#### Разрыв
В воспоминаниях А. Б. Давидсона вся ответственность за разрыв между Львом Николаевичем и Наталией Васильевной возлагалась на Анну Андреевну Ахматову. После освобождения из лагеря и возвращения в Ленинград в 1956 году Л. Гумилёв ещё в течение двух месяцев пытался общаться с Н. Варбанец; подробности их разрыва никем не фиксировались. В одном из частных писем 1957 года Наталия Васильевна сообщала, что «„каждый день, восстав от сна, благодарю смиренно Бога“, за то, что мне не приходится иметь с ним дело».
Последняя встреча Ахматовой и Варбанец произошла в июне 1957 года в Пушкинском Доме; предыдущий сеанс общения прошёл по телефону накануне возвращения Льва Гумилёва из лагеря более года назад. Они столкнулись на лестничной площадке (Варбанец шла курить); в дневнике отмечено, что руку Анна Андреевна протянула с заминкой и так и не решилась заговорить. Наталия Васильевна записала, что в тот день желала «…проститься с нею, сказав ей, что я её люблю и как-то очистить в её глазах память о себе от мусора, которым, я уверена, меня засыпали и Лев, и лакействующие дамы и собственная её самолюбивая истеричность». Через несколько лет Варбанец узнала, что Ахматова несколько раз публично заявляла, что Наталия Васильевна, якобы, давала показания на Льва Гумилёва и клеветала на него, за что ей было «отказано от дома». «Так рухнуло ещё одно величие души». Марьяна Козырева (чей муж принёс злые вести) публично влепила Льву Гумилёву пощёчину. В силу личностного разочарования Н. Варбанец «утратила и доверие к поэтическому слову Анны Ахматовой».
В дневнике Н. Варбанец 6 марта 1966 года отмечено, что Марьяна Козырева сообщила о последовавшей накануне кончине Ахматовой, «словно я должна горевать и быть потрясённой»; сама она не испытывала горя и «ощущения, что в мире стало чем-то меньше». В день похорон 10 марта в дневнике Наталии Васильевны сказано, что «все уговаривали меня пойти, либо недоумевали, что я не пошла»; «и каждый по-своему меня осуждает… за неучастие в большом событии». При этом она, по собственному признанию, расплакалась вечером, когда была одна в «Кабинете Фауста», ибо «кто ради меня будет рыть архивы, чтобы доказать, что этого никогда не было».

И я сознавала, что нет для меня ни великой эпохи, ни Анны, ни возвышенных минут, есть только опустошение души и оставленная мне в наследство самой великой Анной грязная клевета.
Единственная встреча с Гумилёвым после этого произошла случайно в трамвае в 1969 году, и тогда Лев Николаевич декламировал на весь вагон фрагмент из «Руслана и Людмилы»: «Ах, витязь, то была Наина!», заставив Варбанец сойти на следующей остановке. Своей «местью» Гумилёв гордился и рассказал о ней В. Абросову и Г. Прохорову.

### Живопись Наталии Варбанец
Наталия Варбанец глубоко интересовалась разными видами искусства и профессионально в нём разбиралась. В единственном сохранившемся объёмном письме Льву Гумилёву от 29 сентября 1955 года упоминается о походе с М. Козыревой в Эрмитаж на только что открывшуюся выставку импрессионистов. Впечатление описано двойственно: «от многого пришли в восторг», но сама выставка подана анекдотически одной фразой. Отец Марьяны Козыревой ещё до войны общался с домработницей Абрама Эфроса, которая уволилась потому, что «у него там Сазан, Матист, тако б…о!». Эту фразу и воспроизвела Наталия Васильевна.
Воспоминания М. Козыревой позволяют установить причины обращения Наталии Варбанец к акварельной живописи. Сама Марьяна Львовна училась в художественной школе; на летнем отдыхе на Ладоге (около 1950-го или 1951 года) Наталия Васильевна сообщила ей, что поняла, какой смысл Боттичелли вкладывал в свою картину «Весна»: «Представь себе последний год нашей жизни. Если ты начнёшь рисовать всё, что мы пережили… Причём самую суть, душу каждого участника». М. Козырева отказалась от этой работы, и тогда Н. В. Варбанец взялась за неё сама, что заняло около года. В разных источниках упоминаются ещё несколько акварелей в наивном стиле; судя по переписке с Гумилёвым, она послала ему в лагерь рисунок ве́щей птицы Гамаюн. Из символических акварелей Варбанец сохранились две, одна из которых была прокомментирована самой Наталией Васильевной в дневнике: «детский или райский хоровод немногих, связанных с любовью». На изображении были помещены хоровод нерождённых душ и плакучая ива — символ светлой разлуки; далее следовали: цветущий каштан (олицетворение добродетели), смиренный Лев у ног Девы, олень (символ любовного томления и созидания) и райские розы. В композиции присутствовал и маленький сатир, играющий на флейте.
Символы большой акварели были трактованы М. Козыревой. Действие разворачивается слева направо. В доме душа Марьяны ощипывает душу фазана, это намёк на то, как Л. Гумилёв лечил М. Гордон-Козыреву фазаньим бульоном от пневмонии. Душа Наталии-Птицы принимает гостей у порога духовного дома на Гангутской. Лев Гумилёв — в плаще рыцаря-храмовника — белом с красным крестом, рядом — их общий друг Ефрем, который лечился в госпитале у Варбанец, а затем учился в университете. По мнению С. Белякова, символика одеяния Гумилёва раскрывала чувства к нему Варбанец, отмеченные самоотречением, но не любовью. В поклоне показан отец Марьяны Лев Семёнович Гордон, с рукописью в руках — Владимир Сергеевич Люблинский в образе Данте. Наталия Васильевна ценила прерафаэлитов, поэтому в акварели заметны образные цитаты не только из Боттичелли, но и из «Видения Данте» Габриэля Россетти, а также стилизация под европейскую книжную миниатюру. Цитатой из «Весны» является танец душ Наталии Васильевны и Марьяны Львовны на лугу. По мнению О. Рубинчик, Варбанец использовала и образы иллюстраций Боттичелли к «Божественной комедии». На это намекают Ад и Чистилище — Кавказ, куда Наталия ездила с Люблинским. Владимир-Данте обращается к ней указующим жестом, направленным к Раю Земному. Ахматова вообще не связана с системой образов Рая, она существует в ином масштабе — вровень с горой, и фигура её олицетворяет границу Рая и Ада, лицом же она обращена к преисподней. Платье рвёт адский ветер, однако осанкой, масштабом и достоинством Ахматова напоминает боттичеллиевскую Истину (из картины «Клевета»). По мнению О. Рубинчик, цитируется и ещё одна картина Боттичелли — «Покинутая», решённая в разных градациях красного цвета, близкого к заревому небу Ада в акварели Варбанец.

## Память
В связи с изданием новых биографий и документальных свидетельств о Л. Гумилёве, после 1990-х годов оживился интерес и к личности Н. Варбанец. В 1994 году были впервые опубликованы воспоминания М. Козыревой. В 2005 году Музеем Анны Ахматовой в Фонтанном доме была опубликована переписка Н. Варбанец и Л. Гумилёва, переданная туда семьёй Козыревых. На основе корпуса переписки театром Фонтанного дома был поставлен спектакль «Зачем же было столько лгать?»: три актёра читают выдержки из подлинных прозаических, дневниковых, поэтических, эпистолярных текстов Ахматовой, Варбанец, Гумилёва. «Мозаика текстов воссоздаёт перед нами мгновения эпохи, так трагично отпечатавшейся на судьбах живых и любящих людей». В рамках межмузейного проекта «Гумилёвские дни в Норильске» 29 октября 2017 года спектакль был привезён и показан в Музее Норильска.

## Публикации
- Возвращение эвакуированных редких книг в ГПБ // Смена. — 1945. — 7 октября. — На снимке: Н. В. Варбанец и Т. В. Луизова разбирают прибывшие книги.
- Varbanets N. V. Incunabula in the Saltykov-Schedrin library, Leningrad // The Book colleсtor. — 1955. — Vol. 4, no. 4. — P. 273—278.
- Варбанец Н. В. Редкие инкунабулы // ИБ ГПБ. — 1956. — № 9/10 (16/17). — Л. 34—35.
- Варбанец Н. В. Два неизвестных французских издания XV в. // Труды Государственной публичной библиотеки им. М. Е. Салтыкова-Щедрина. — 1957. — Т. 1 (4). — С. 175—180.
- Берков П. H., Варбанец Н. В. Современное состояние гутенберговского вопроса // Труды ЛГБИ им. Н. К. Крупской. — 1958. — Вып. IV. — С. 219—228.
- Варбанец Н. В., Лукьяненко В. И. Славянские инкунабулы в собрании Государственной публичной библиотеки им. М. Е. Салтыкова-Щедрина в Ленинграде (ГПБ) // Книга. Исследования и материалы = Book. Researches and materials. — М. : Изд-во Всесоюз. кн. палаты, 1960. — Вып. 2. — С. 187—208.
- Варбанец Н. В., Копреева Т. Н. Библиотека Вольтера в Ленинграде // В защиту мира. — 1960. — № 4. — С. 54—60.
- Варбанец Н. В., Копреева Т. Н. Библиотека Вольтера // Литература и жизнь. — 1960. — 10 апреля. — С. 4.
- Библиотека Вольтера : Каталог книг / Отв. ред.: акад. М. П. Алексеев и канд. ист. наук Т. Н. Копреева; вступ. ст. М. П. Алексеев и Н. В. Варбанец. — М.—Л. : Изд-во Акад. наук СССР, [Ленингр. отд-ние], 1961. — 1171 с.
Сигал Н. Библиотека Вольтера // Вопросы литературы. — 1962. — № 4. — С. 331—333.
- Варбанец Н. В. Библиотека Вольтера // В мире книг. — 1962. — № 2. — С. 45.
- Варбанец Н. В. [Выступление] // IV Междунар. съезд славистов: Материалы дискуссии. — М. : Изд-во Акад. наук СССР, 1962. — Т. 1: Проблемы славянского литературоведения, фольклористики и стилистики. — С. 162—163. — 647 с.
- Варбанец Н. В. Немецкая брошюра «Об одном великом изверге» // Повесть о Дракуле. — Л. : Наука, 1964. — С. 185—193. — 211 с.
- Варбанец Н. В. В поисках библиотеки Дидро // В мире книг. — 1965. — № 12. — С. 38—39.
- Варбанец Н. В. «Кабинет Фауста» в Ленинграде // В мире книг. — 1968. — № 9. — С. 44—46.
- Варбанец Н. В. Современное состояние гутенберговского вопроса (итоги изучения первоисточников) // Пятьсот лет после Гутенберга. 1468—1968 : Статьи, исследования, материалы / Под ред. Е. С. Лихтенштейна и А. А. Сидорова. — М. : Наука, 1968. — С. 67—143. — 415 с.
Баренбаум И. Е. Рецензия: 500 лет после Гутенберга // Книга. Исследования и материалы. — М. : Книга, 1971. — Вып. 22. — С. 244—248.
- Варбанец Н. В. Правила описания инкунабулов // Сборник методических материалов. Опыт работы / Сост. Н. В. Варбанец, А. С. Демин, T. Н. Копреева, В. И. Лукьяненко. — Л. : Гос. Публ. б-ка им. Салтыкова-Щедрина. Отд. редкой книги, 1968. — Вып. 1. — С. 138—187.
- Варбанец Н. В. Введение в работу с инкунабулами // Сборник методических материалов. Опыт работы / Сост. Н. В. Варбанец, А. С. Демин, T. Н. Копреева, В. И. Лукьяненко. — Л. : Гос. Публ. б-ка им. Салтыкова-Щедрина. Отд. редкой книги, 1968. — Вып. 1. — С. 189—240.
И. Б. Из опыта работы с редкой книгой // Книга. Исследования и материалы. — М. : Книга, 1972. — Вып. 24. — С. 216—221.
- Варбанец Н. В., Копреева Т. Н. Памяти Владимира Сергеевича Люблинского // Книга: Исследования и материалы. — М. : Книга, 1969. — Вып. 18. — С. 246—250. — 252 с.
- Люблинский В. С. Книга в истории человеческого общества [Текст] : Сборник избр. книговедч. работ / Вступ. статья чл.-кор. АН СССР, проф., д-ра искусствоведения А. А. Сидорова ; сост.: Н. В. Варбанец. — М. : Книга, 1972. — 327 с.
- Варбанец Н. В. К вопросу об изучении редких изданий основоположников марксизма-ленинизма // Книга. Исследования и материалы = Book. Researches and materials. — М. : Книга, 1972. — Вып. 23. — С. 203—210.
- Варбанец Н. В. Иоганн Гутенберг и начало книгопечатания в Европе: автореф. дис. канд. филол. наук по специальности № 052504 «Книговедение» : На правах рукописи. — Л. : Ленингр. гос. ин-т культуры им. Н. К. Крупской, 1972. — 27 с.
- Варбанец Н. В. Издания античных авторов в XV в. // Книга и графика. — 1972. — С. 68—77.
- Варбанец Н. Б. и Лукјаненко В. И. Ћирилска издања на Цетињу (1493—1496) :  [серб.] // Јужнословенски филолог. — 1979. — Vol. VIII, no. 1. — С. 5—10. — О црногорским инкунабулама.
- Варбанец Н. В. Несколько находок в собрании инкунабулов // Проблемы источниковедческого изучения рукописных и старопечатных фондов. — Л. : ГПБ, 1979. — Т. 1. — С. 173—182. — 200 с.
- Варбанец Н. В. Об источниках и значении «Паломничества в святую землю» Б. фон Брейденбаха (по изданиям 1486—88 гг.) // Проблемы источниковедческого изучения рукописных и старопечатных фондов : Сб. науч. тр. — Л. : ГПБ, 1980. — Вып. 2. — С. 171—193. — 218 с.
- Варбанец Н. В. Йоханн Гутенберг и начало книгопечатания в Европе : Опыт нового прочтения материала. — М. : Книга, 1980. — 303 с.
Медведев Ю. «Дело» Иоганна Гутенберга: Рец. на кн.: Варбанец Н. В. Йоханн Гутенберг и начало книгопечатания в Европе // Библиотекарь. — 1982. — № 2. — С. 52—54.
Люблинский С. Б. Монография о Гутенберге: Рец. на кн.: Варбанец Н. В. Йоханн Гутенберг и начало книгопечатания в Европе // Книга. Исследования и материалы. — М. : Книга, 1982. — Вып. 45. — С. 208—213.
- Люблинский В. С. Ленинградские заметки // Книга. Исследования и материалы = Book. Researches and materials / Публикация Н. В. Варбанец. — М. : Книга, 1982. — Вып. 45. — С. 130—137.
- Варбанец Н. В. Печатники — просветители в XV веке // Фёдоровские чтения 1979 / под ред. Е. Л. Немировского. — М. : Наука, 1982. — С. 35—56.
- Варбанец Н. В. Инкунабуловедческие издания Государственной библиотеки СССР им. В. И. Ленина // Книга. Исследования и материалы. — М. : Книга, 1983. — Вып. 46. — С. 181—188.
- Варбанец Н.В. Издания на народных языках в XV веке // Книга и социальный прогресс : пятая всесоюзная научная конференция по проблемам книговедения (10—12 апреля 1984 г.) : тезисы докладов. Ч. 6: Секция истории книги. — М. : [б. и.], 1984. — С. 25—27.
- Варбанец Н. В., Люблинский В. С. Античные авторы в изданиях XV века : каталог / под ред. Я. М. Боровского. — СПб. : Дмитрий Буланин, 2007. — 557 с. — Николаев Н. В., Зверева И. С. К истории публикации каталога «Античные авторы в изданиях XV в.»: [послесловие]. С. 544—557. — ISBN 5-86007-528-6.
- Варбанец Н. В. Opus 111 // Невельский сборник. — СПб. : Акрополь, 2008. — Вып. 13. — С. 22—38. — ISBN 978-5-86585-063-2.

### Первоисточники
- В память ушедших и во славу живущих: Письма читателей с фронта. Дневники и воспоминания сотрудников Публичной библиотеки, 1941—1945 / сост. : Ц. И. Грин, Г. В. Михеева, Л. А. Шилов ; ред. Ц. И. Грин. — СПб. : Издательство Российской национальной библиотеки, 1995. — 274 с. — 600 экз.
- Давидсон А. Б. Переплетение судеб // Мир Николая Гумилева, поэта, путешественника, воина. — М. : Русское слово, 2008. — 316 с. — 1000 экз. — ISBN 978-5-94853-979-9.
- «И зачем нужно было столько лгать?»: Письма Льва Гумилёва к Наталье Варбанец из лагеря: 1950—1956. — СПб. : Музей Анны Ахматовой в Фонтанном доме, 2005. — 160 с. — (Deus conservat omnia). — ISBN 5-91044-003-9.
- Козырева М. Л. Лев и Птица // «Живя в чужих словах…»: воспоминания о Л. Н. Гумилёве / сост., вступ. ст. В. Н. Вороновича, М. Г. Козыревой. — СПб. : Росток, 2006. — С. 144—153. — 624 с. — ISBN 5-94668-037-4.
- Люблинская А. Д. Письма военных лет // История библиотек. Исследования, материалы, документы / Подг. текста, пред. и коммент. Л. Б. Вольфцун. — СПб. : Изд-во Рос. нац. б-ки, 2006. — Вып. 6 / Сост.: Матвеева И., Володин Б.; Науч. ред. Матвеев М. — С. 307—417. — 432 с. — 400 экз.
- Юдина М. В. В искусстве радостно быть вместе. Переписка, 1959—1961 гг. — М. : РОССПЭН, 2009. — 814 с. — ISBN 978-5-8243-1224-9.
- Юдина М. В. Нереальность зла : переписка 1964—1966 гг. — М. : РОССПЭН, 2010. — 675 с. — ISBN 978-5-8243-1507-3.

### Справочно-энциклопедические издания
- Вахтина П. Л. Варбанец Наталия Васильевна. Сотрудники РНБ — деятели науки и культуры. Биографический словарь. Российская национальная библиотека. Дата обращения: 9 сентября 2021.
- Немировский Е. Л. Ва́рбанец, Наталия Васильевна // Книга : Энциклопедия / Редкол.: И. Е. Баренбаум, А. А. Беловицкая, А. А. Говоров и др. — М. : Большая российская энциклопедия, 1998. — С. 127. — 800 с. — 5000 экз. — ISBN 5-85270-312-5.
- Путеводитель по фондам отдела редких книг Российской национальной библиотеки / Т. А. Афанасьева и др. ; под общ. ред. А. В. Лихоманова. — СПб. : Российская нац. б-ка : КМБХ, 2015. — 1000 экз. — ISBN 978-5-8192-0483-2.

### Монографии, статьи
- Беляков С. С. Гумилёв сын Гумилёва: [биография Льва Гумилёва]. — М.: АСТ, 2013. — 797 с. — Доп. 3000 экз. — ISBN 978-5-17-077567-5.
- Горфункель А. Х. Оксфордская биобиблиография русских книговедов («Памятки» Дж. С. Г. Симмонса) // Историко-библиографические исследования : Сборник научных трудов. — СПб. : Издательство РНБ, 1997. — Вып. 7. — С. 120—127. — 600 экз.
- Ерыкалова И. Венера и Талия в эпоху Ежова и Берии. Лагерная переписка Льва Гумилёва // Библиотечное дело. — 2019. — № 5. — С. 26—31.
- Зверева И. С., Николаев Н. В. Рукописи не горят: история выхода в свет первого фундаментального каталога инкунабулов Российской национальной библиотеки // Университетская книга. — 2007. — № 6 (127). — С. 76—80. — ISSN 1726-6726.
- Зверева И. С. Наследие Вольтера в Российской национальной библиотеке // Вольтеровские чтения. — 2015. — Вып. 3. — С. 13—51.
- Карп С. Я. Французские просветители и Россия : Исследования по истории русско-французских культурных связей второй половины XVIII века : диссертация … доктора исторических наук : 07.00.03. — М., 1998. — 542 с.
- Куприянова Т. Г. Деятельность первопечатников в историографической оценке: к 450-летию «Апостола» Ивана Федорова // Научный опыт и знания: историческое прошлое, настоящее и перспективы будущего. Сборник трудов всероссийской научно-практической конференции. — М. : Федеральное государственное бюджетное образовательное учреждение инклюзивного высшего образования «Московский государственный гуманитарно-экономический институт», 2015. — С. 11—15.
- Левина С. С., Петрова Л. Н. Книговедческое изучение русской революционной нелегальной печати XIX в. // Проблемы рукописной и печатной книги. — М. : Наука, 1976. — С. 260—269. — 363 с.
- Немировский Е. Л. Иоганн Гутенберг, около 1399—1468 / отв. ред. А. С. Мыльников. — М. : Наука, 1989. — 320 с. — (Научно-биографическая литература). — 5200 экз. — ISBN 5-02-012646-2.
- Рубинчик О. Das Ewig-Weibliche в советском аду // Наше наследие. — 2004. — № 71. — С. 107—129.
- Смусина М. Кабинет Фауста // Ленинградский рабочий. — 1975. — 22 ноября. — О деятельности В. С. Люблинского и Н. В. Варбанец.
- Сомов В. А. Владимир Сергеевич Люблинский и его курс «Всеобщая история» в Ленинградской государственной консерватории (1936—1939 гг.) // Musicus: Вестник Санкт-Петербургской государственной консерватории им. Н. А. Римского-Корсакова. — 2020. — № 2. — С. 13—22.
- Simmons J. S. G. A Russian incunabulist : Natal'ya Vasil'evna Varbanets : a bibliography with a portrait. — Oxford : All Souls College, 1987. — 5 unnumbered p. — (Russia/USSR 032). — ISBN 095121571X.